# كفر بهم
كفربهم بلدة سورية وتسمى اختصارا  كفربو بلدة في منطقة حماة التابعة لمحافظة حماة. في سوريا وتبعد إلى الجنوب الغربي من مدينة حماة حوالي 9 كم. تبعد عن مدينة دمشق العاصمة السورية 210 كم وعن مدينة حلب 160 كم.

## تسميتها
الجزء الأول من التسمية (كفر) في اللغة السريانية يعني «المزرعة» أو «القرية»، أما الجزء الثاني (بهم) فله احتمالات عديدة منها:
- (بُهُم) وهي جمع لكلمة بهمى أي صخرة.
- بَهْم وهو الرجل القوي.
- كفر آبو أي الدار الكبيرة
- كفر إبهام: وهنا نردها إلى وجود إبهام القديس جاورجيوس في كنيستها التي هي موجودة في البلدة

## سكانها
اليوم يقارب عدد سكانها 20 ألف نسمة من المسيحيين من الروم الأرثوذكس والروم الكاثوليك، و الغالبية أرثوذكس، ويزيد عدد المهاجرين عن 37 ألف نسمة غالبيتهم في الأرجنتين، فعدد الذين هاجروا من هذا البلد في مطلع القرن العشرين يفوق بكثير عدد المقيمين فيها.
| إحصائيات عام | عدد السكان |
| ------------ | ---------- |
| 1922         | 1453       |
| 1960         | 3442       |
| 1970         | 6120       |
| 1986         | 8509       |
| 1990         | 10.112     |
| 2000         | 14.386     |
| 2007         | 17.379     |
| 2010         | 22.000     |

## جغرافيتها
مساحة أراضي البلدة 68 ألف دونم وترتفع عن سطح البحر 351 م مناخها متوسطي، المتوسط السنوي لدرجة الحرارة (18,3 درجة مئوية) والمعدل السنوي للأمطار (330 مم).
تميل أراضي البلدة بشكل عام نحو وادي نهر العاصي وتتصل هضبتها غربا مع هضبة مصياف وشمالا مع هضبة محردة وهضبتا الغرب والشمال مكونتان من الصخور الكارستية الكلسية، ومن الجنوب الغربي تتصل هضبة كفربهم مع هضبة حربنفسه البازلتية ومن الشرق منها يمر وادي العاصي، وهي من الشرق والجنوب أكثر انبساطا من الشمال والغرب. من تلالها الجميلة تل فيون الذي يقع غرب البلدة 2 كم وهضبة أبي سلوم من الشرق وهضبة المكنس وكفر الدوس من الجنوب.
مناخها متوسطي حيث الشتاء البارد والماطر والصيف الحار والجاف، ويتأثر المناخ في بعده عن البحر الأبيض المتوسط 80 كم غربا وحاجز الجبال الساحلية.

## تاريخها
كفربهم بلدة قديمة سكنها الآراميون السريان كما سكنها الرومان يرقى تاريخها إلى أكثر من ألفي عام فقد توافرت فيها كل شروط سكن الإنسان: الهضبة المرتفعة التي تقي من السيول والأراضي الخصبة الواسعة الممتدة والأمطار الغزيرة وكذلك المغاور التي كانت تشكل حماية للإنسان من غضب الطبيعة في الشتاء.
ورد ذكر هذه البلدة في مخطوط قديم عثر عليه في بيت قديم في القرية وهو بيت عزائير، حصلت عليه بعثة أثرية مصرية سورية حضرت إلى المكان أيام الوحدة عام 1958 وفيه ذكر أن البلدة كانت مقرا للحاكم الروماني عزائير آنذاك وهذا الحاكم عرف عنه قسوته واضطهاده للناس وخاصة لمعتنقي الديانة المسيحية في أولها وقد اتخذ من مغارة بجانب البيت سجنا للخارجين على القانون على حدّ زعمه ولأن هذه البلدة ذات سهول واسعة وهضبة فقد اعتاش سكانها من الزراعة وتربية المواشي والضأن لذا فقد انتصب في أعلى الهضبة التي تشكل النواة الأصلية للبلدة تمثال للإله (بهم) للتبرك به وتقدم له الأضاحي والنذورات لكي يحمي هذه المواشي من كل مكروه.
شهدت البلدة حالات عديدة انقطع السكن فيها وهجرها أهلها كغيرها من المدن السورية إما بسبب الظلم والضغط أو بسبب ثورة الطبيعة. وسكان كفربهم الحاليين يرقى تاريخ وجودهم في البلدة إلى القرن الثامن عشر وقد هجرت هذه البلدة آخر مرة لفترة طويلة امتدت من مطلع القرن السادس عشر إلى مطلع القرن الثامن عشر.
أما لماذا تركها أهلها فيقال: ذكر البطريرك الأنطاكي نقلا عن مجلة النعمة في عددها (3) صفحة (38) الصادر سنة (1911): نذكر ما يلي النص بحرفيته: إن الأسر الحموية تشتت بزمن فتوح السلطان سليم العثماني لسوريا في مطلع القرن السادس عشر للميلاد.
وفي كفربهم أسرة كبيرة تفرق معظم فروعها في ذلك العهد وتعرف ببني حنا النصراني نسبة إلى كبيرها حنا وهي من فرع فرح توازعتها البلاد مثل غيرها من الأسر في القرن السادس عشر ومنها فرع جاء البقاع ونزل في قرية شرحين قرب عرجموش ثم انتقلت إلى زحلة في مطلع القرن الثامن عشر وهناك صارت فرعين كبيرين يعرفان إلى يومنا هذا باسم بني الحاج شاهين وبني السكاف. وتفرق بعضهم في الجهات المجاورة وفربق ذهب من كفربهم إلى بلاد عكار وبقيتهم في الكيمة. وهناك أسرة كبيرة خرجت من كفربهم وهي الأسرة الزعيمية (بني الزعيم) خرجت إلى حلب ومن هذه الأسرة خرج البطريرك (مكاريوس الزعيم).
وأسرة أخرى وهي بني (عطية) وهذه خرجت مع السلطان سليم العثماني إلى لبنان لأنهم يعرفون الكتابة ومنهم البطريرك (إغناطيوس عطية) الذي كان كاتبا مشهورا عند فخر الدين المعني الثاني وأصبح فيما بعد مطرانا ثم بطريركا على صيدا.
وهناك العديد من الأسر التي توجهت إلى دمشق فشكلت نواة حي الميدان وباب توما وقد أطلق عليهم آنذاك سكان البر ويقصدون بالبر أهل قارة وكفربهم كما يقول غريغوريوس حداد. ومن هذه الأسر بني (تجار) الذين سكنوا النبك فيما بعد وهناك أيضا (الصايغ وعويشق ودرعات ودوغان.. إلخ).
وهناك بعض الأقوال التي تشير أن سكان كفربهم وفدوا إليها من قرية (أفيون) المجاورة بعد أن خربت وهذا الكلام غير صحيح فلدينا ما يدعم ما نقول وأن كلا القريتين وجدتا في زمن واحد وما يدعم هذا القول ما يلي: أن البطريرك مكاريوس الزعيم وهو من كفربهم قد عرب كتابا عن اليونانية واسمه (أفخولجيون) ويعني (كلام في الصلاة) قال في سنة 1612 وهو تاريخ ارتقائه إلى أسقفية حلب فذكر العلامة عيسى اسكندر المعلوف في مقالة بعنوان (مشاهير الجلة) بأنه شاهد نسخة بخط جميل باليونانية والعربية باسم القس بركات بن منصور بن دوغان من قرية أفيون اشتراها من القس تادرس بن حشوش من قرية كفربهم في زمن البطريرك مكاريوس الزعيم. وهناك نسخة أخرى بخط القس مرقص بن درعات من قرية كفربهم في حلب تعود إلى سنة 1663 ونسخة في مكتبة بيت لحم.
وذكر ابن الزعيم أن المطران يواصف مطران قارة حدثه عام 1631 أنه كان يعرف في الكرسي الأنطاكي في عهده خمسة وثمانين أرثوذكسيا من الأغنياء وأكثرهم كانوا مشايخ وحكاما وأن البطريركية كان يقوم بنفقاتها ومساعداتها ثلاثة بلدان: قارة في جبل القلمون لأن أهلها أغنياء جدا وكفربهم قرب حماة إذ كان فيها ألف وخمسمائة وعشرون خراجا وكان أكثر سكانها تجارا أغنياء ومرمريتا وهذه كان أهلها كثيرين ومتمولين أكثر من غيرهم.
وتحتوي هذه البلدة على العديد من الكنائس القديمة والتاريخية والأثرية، كدير القديس جاورجيوس: بناؤه قديم، فيه أيقونات من القرنين 18 ـ 19م أكثرها للرسام حنا صليبا.. وكذلك مخطوطات كنسية تعود للقرنين 17 ـ 18م وبعض الأدوات الفضية الكنسية القديمة.
وكذلك كنيسة السيدة مريم العذراء التي يعود تاريخ بنائها إلى ما قبل 2000 عام حيث كانت عبارة عن معبد روماني قديم أي قبل انتشار المسيحية، وكنيسة أخرى هي كنيسة مار إلياس الحي للروم الكاثوليك وهناك أيضا مزار القديس يوحنا المعمدان ومزار الأربعين شهيد التي لم يعرف حتى الآن تاريخ بنائها
وأيضا كاتدرائية النبي إيليا الغيور للروم الأرثوذكس وهي كنيسة حديثة العهد حوالي أربعين عام فقط.
وتحتوي البلدة على العديد من الكهوف والمغاور الأثرية.
وهناك رأي آخر يقول بأن سكان البلدة بعدما كانوا مبعثرين 
اجتمعوا في الخربة والتي تدعى كفربهم وأصبحت تزرع تلك المناطق لصالح جميع أهل البلدة، وأصبح يأتي أليها أشخاص يعاونون السكان الأصليون في العمل ثم تحول هؤلاء من عمال إلى قاطنين في البلدة أي كانوا مبعثرين في العديد من الخرب والقرى مثل: كفر الدوس-كفر حنين- التيارة- العميشة- أبو سنسال- أبو أرام- بسلومات –التعيلبية- العدسات- العشر- عنقة- رابة الصقور- البقعة- الكعبة- أبو حوارة- البحيص -وادي الحداد- وادي الجدي - وادي الدياب – الخربة- فيون- سيسكون- كفر الدوس - الطويلة - العريضة - السليخة- المكنس.
البلدة قليلة الينابيع إلا ما ندر وكما قال الآباء عن نبعين قرب تل فيون غرب البلدة (1 كم) وقد شهد هذا التل معركة في العهد الأيوبي بين ملك حماه وملك بعرين، وموقع النبعين بجوار التل من جهة الغرب والجنوب، فالنبع الجنوبي مياهه حلوة، والنبع الشمالي مياهه مالحة، وبينهما مسافة تقدّر بعشرين متراً، ويسميان بالركية، وقد تمّ ردم النبعين من خمسين سنة بسبب مشكلة ما، وللنبعين حرم مساحته ثلاثة دونمات وستة أمتار وتسعى البلدة لإعادة الحياة للنبعين المردومين ويستحقان أن يكونا مرفقاً سياحياً رائعاً يشمخان كشموخ مقام القديس يوحنا بجوارهما.

## شخصيات من البلدة
1. البطريرك مكاريوس الزعيم
2. البطريرك أغناطيوس عطية
3. المطران غريغوريوس بن فضيل

## الحياة الاجتماعية
منذ القدم عمل سكانها في المجال التجاري والزراعي والصناعي، وعشق أهل البلدة الميراث الفني الشعبي فنون الشعر وفنون النثر والألعاب، ولها طقوسها في الأفراح والأعياد الوطنية والروحية. سكن أهلها في الماضي في بيوت غمس رائعة، وأما اليوم تشاهد القصور الحجرية.
تمتاز البلدة بأنها تحتوي على عدد كبير من المثقفين وخريجي الجامعات الذين يقومون بدورهم في الوطن والمغترب.
إضافة إلى العمق التاريخي للعادات والتقاليد الموجودة التي أهمها الكرم وحسن الضيافة وهذا ما يفسر عدم وجود فندق في هذه البلدة المضيافة.
تحتوي البلدة على العديد من المطاعم والمسابح (تقريبا 10) وهذا ما يعطي طابع خاص لسهراتها وأمسياتها وحفلاتها المنتظمة.
أنعم الله على هذه البلدة بمصادر طبيعية رائعة من الأراضي الزراعية الخصبة الواسعة إلى مقالع الرمل والحجر وهذا ما أعطى للبلدة تنوع واسع في مجال العمل من مناجم أحجار ومقالع رملية التي يعمل فيها العديد من البلدة إضافة إلى العمل الزراعي (قمح - قطن -بصل -بطاطا) الناجم عن امتداد البلدة على رقعة واسعة من الأراضي الزراعية الخصبة.
يقام فيها سنويا العديد من الكرنفالات الصغيرة ولكن أهمها وأكبرها الذي يقام في اثنين الباعوث وهو ثاني أيام عيد الفصح (عيد القيامة) وهو عبارة عن كرنفال سنوي تشارك فيه كل الفعاليات في البلدة حيث يشارك فيه أكثر من 400 طفل وطفلة وله طابع سنوي خاص.
ولا يسعنا هنا إلا أن نذكر العمل الكبير الذي تقوم به البلدة ألا وهو كاتدرائية مار إلياس (كفربهم) التي تعد من أكبر الكنائس في الشرق الأوسط، وتقوم هذه الكنيسة بجهد فردي من أبناء البلدة وعند تمام إنجازها سوف تكون صرح تاريخي هام.

## وصلات خارجية
- الموقع الرسمي لبلدة كفربو
- كاتدرائية النبي إيليا الغيور للروم الأرثوذكس